# 信越化学工業
信越化学工業株式会社（しんえつかがくこうぎょう、英: Shin-Etsu Chemical Co., Ltd.）は、東京都千代田区丸の内に本社を置く大手化学メーカー。国内化学メーカーとして最大の時価総額および営業利益を誇る。日経平均株価およびTOPIX Core30、JPX日経インデックス400の構成銘柄の一つ。東証プライムの化学セクタ企業において唯一Core30に組み込まれている。

## 概要
信越地方（長野県・新潟県）でカーバイドおよび石灰窒素の製造会社として発祥し、以降ケイ素および塩素化学を軸とした事業展開で発展した。創業のルーツである信越を社名に冠するが、本社は東京都千代田区に所在する。
5つの事業セグメントを展開し、塩化ビニル樹脂やシリコンウェハーなど、多くの世界トップシェア製品を有する。
利益率の高さに特徴があり、2021年度の営業利益は約6,763億円を計上し国内化学メーカー首位。同業種で2位の旭化成の約2,026億円の3倍以上にのぼる。

## 事業内容
以下の5つの事業セグメントを展開し、各分野の製品において世界的に高いシェアを有する。
- 塩ビ・化成品事業：塩化ビニル樹脂（世界シェア首位）
- 半導体シリコン事業：シリコンウェハー（世界シェア首位）
- シリコーン事業：シリコーン樹脂（世界シェア4位、国内首位）
- 電子・機能材料事業：合成石英（世界シェア首位）、フォトマスクブランクス（世界シェア首位）、フォトレジスト（世界シェア2位）
- 機能性化学品事業：合成性フェロモン（世界シェア首位）、メチルセルロース（世界シェア2位）

塩ビ樹脂やシリコーン樹脂といった汎用化学品と、レアアース製品などの先端材料をバランス良く事業ポートフォリオとして備えることで、市況や需給環境の変化に強い経営基盤を生み出している。
日本経済新聞により毎年元日に発表される「経営者が選ぶ有望銘柄」において、国内企業で唯一2009年より14年連続で上位3社に名を連ねている。

## 歴史
1926年9月16日、長野県の電力会社信濃電気（後の長野電気）と日本窒素肥料（現・チッソ）との合弁会社として長野県長野市に設立された。当初、新潟県中頸城郡直江津町（現・上越市）の工場で、日本窒素肥料水俣工場の技術を導入し、石灰窒素を生産していた。

### 沿革
- 1926年 - 信越窒素肥料株式会社として発足。翌年、直江津工場が完成し、カーバイドおよび石灰窒素の製造を開始。
- 1938年 - 磯部金属試験所（現・群馬事業所）を設置。
- 1940年 - 信越化学工業株式会社に社名変更。
- 1945年 - 大同化学工業を合併、武生工場とする。
- 1949年 - 東京証券取引所に株式上場。
- 1960年 - 信越ポリマー株式会社を設立。ポルトガルに塩化ビニル樹脂の製造・販売を行うシレス社を設立。
- 1967年 - 信越半導体株式会社を設立。
- 1973年 - シンテック社（米国）を設立。翌1974年から米国テキサス州で塩化ビニル樹脂の生産を開始。
- 1974年 - 小田切新太郎が社長に就任。
- 1979年 - 米国ワシントン州にシンエツハンドウタイ・アメリカ社を設立。
- 1983年 - 小田切新太郎社長が会長、小坂雄太郎専務が社長に就任。
- 1990年 - 金川千尋副社長が社長に就任。
- 2010年6月29日 - 森俊三副社長が社長、金川千尋社長が会長に就任。
- 2016年6月29日 - 森俊三社長が取締役相談役、秋谷文男副社長が副会長、斉藤恭彦副社長が社長に就任。
- 2022年 - 連結売上高が初の2兆円台
- 2023年 - 連結経常利益が初の1兆円台

## 歴代社長
| 代 | 氏名         | 就任日    | 退任日    | 備考                          |
| -- | ------------ | --------- | --------- | ----------------------------- |
| 1  | 越寿三郎     | 1926年9月 | 1930年5月 |                               |
| 2  | 名取和作     | 1930年7月 | 1931年5月 |                               |
| 3  | 小坂順造     | 1931年5月 | 1956年7月 |                               |
| 4  | 小坂徳三郎   | 1956年7月 | 1971年7月 |                               |
| 5  | 小林周蔵     | 1971年7月 | 1974年7月 | 退任後は会長（1975年8月まで） |
| 6  | 小田切新太郎 | 1974年7月 | 1983年8月 |                               |
| 7  | 小坂雄太郎   | 1983年8月 | 1990年8月 | 社長現職のまま死去            |
| 8  | 金川千尋     | 1990年8月 | 2010年6月 |                               |
| 9  | 森俊三       | 2010年6月 | 2016年6月 |                               |
| 10 | 斉藤恭彦     | 2016年6月 | 現職      |                               |

## 主な製造拠点
- 直江津工場（新潟県上越市）
- 武生工場（福井県越前市）
- 群馬事業所（群馬県安中市）
- 鹿島工場（茨城県神栖市）

## 関連会社
2018年3月末時点の子会社及び関連会社総数は140社である。
※ 主な企業
- シンテック社 - 世界最大の塩ビメーカー。ロビンテック社（米国）との合弁事業として設立。1976年より信越化学の100％子会社。
- 信越半導体 - シリコンウエハーで世界最大のマーケットシェア。同社の半導体部門が分離独立。
- 信越エンジニアリング
- 信越ポリマー - 日本の化学系諸工業セクターの会社[注釈 2]。
- 信越石英 - 独ヘレウス石英ガラスとの対等出資。持分法適用関連会社。
- 三益半導体工業 - 群馬県発祥の半導体メーカー商社。
- 日信化学工業 - 新日本窒素肥料（現・チッソ）との合弁で塩ビ製造のため設立した。現在は塩ビ・酢ビ共重合樹脂や各種エマルジョンなどを製造・販売している。
- タツノ化学 - 三菱商事とともに支配株主となっているプラスチック製フィルム・シートなどのメーカー。
- 長野電子工業 - 工業用機械メーカー・不二越機械工業[注釈 3]との合弁で設立した長野県の半導体メーカー。
- 直江津電子工業 - 上記子会社との合弁で設立した新潟県の半導体メーカー。
- 信濃電気製錬 - 旧小坂系の炭化ケイ素製品メーカー。1965年に信越グループ入り。
- 信越アステック - 信越協同建設（のち信建産業）を母体とした建設・不動産業を兼業する複合商社。
- アドマテックス - トヨタ自動車および信越石英との合弁で設立。
- 日本酢ビ・ポバール - 旧信越酢酸ビニルが、ユニチカ系樹脂化学メーカーであった旧・ユニチカケミカルとの合併により誕生した酢ビ系メーカー。

## 不祥事・事故
- 2018年2月23日、信越化学工業直江津工場敷地内で地盤調査中に天然ガスが噴出し、工場建物の一部が破損した[8]。
- 2020年9月7日、信越化学工業群馬事業所松井田工場の屋外付帯設備の一部で火災が発生し、従業員が負傷した[9]。
- 2023年4月29日、信越化学工業群馬事業所磯部工場の一部で火災が発生し、従業員が負傷した[10]。